# Плева, Станислав
Станислав Плева (пол. Stanisław Plewa; 9 января 1925, Волковыск — 28 апреля 2006, Краков) — польский геофизик, профессор, профессор Горно-металлургической академии имени Станислава Сташица в Кракове.
Диплом средней школы получил в 1946 году в Тарнуве.
В 1946 году Станислав Плева начал свои исследования в области геофизики на горном факультете Горно-металлургической академии имени Станислава Сташица. Диссертация на тему: «Радиометрия и электрометрия бурения серии угленосных пластов Верхнесилезской бассейна», которую защитил в 1962 году, принесла ему степень доктора технических наук.
Всю жизнь Станислава Плева связана с AGH. Он читал лекции и семинары на курсах магистратуры, докторантуры и аспирантуры, занимал руководящие должности, в частности, декана факультета.